# Anatomia bruta
A anatomia macroscópica é o estudo da anatomia no nível visível ou macroscópico. A contraparte da anatomia macroscópica é o campo da histologia, que estuda a anatomia microscópica. A anatomia macroscópica do corpo humano ou de outros animais procura entender a relação entre os componentes de um organismo, a fim de obter uma maior apreciação dos papéis desses componentes e suas relações na manutenção das funções da vida. O estudo da anatomia macroscópica pode ser realizado em organismos mortos usando dissecação ou em organismos vivos usando imagens médicas . A educação na anatomia geral dos seres humanos está incluída no treinamento para a maioria dos profissionais de saúde.